# Russell Osman
Russell Charles Osman (Repton, 14 febbraio 1959) è un ex calciatore e allenatore di calcio inglese, di ruolo difensore.
Nel 1981 ha preso parte al film Fuga per la vittoria, diretto da John Huston.

## Carriera

### Club
Ha trascorso l'intera carriera nel campionato inglese.

### Nazionale
Conta 11 presenze e una rete con la maglia della Nazionale inglese.

## Palmarès

### Giocatore

#### Competizioni nazionali
- Coppa d'Inghilterra: 1

Ipswich Town: 1977-1978

#### Competizioni internazionali
- Coppa UEFA: 1

Ipswich Town: 1980-1981